# Cumulopuntia pentlandii
Cumulopuntia pentlandii là một loài thực vật có hoa trong họ Cactaceae. Loài này được (Salm-Dyck) F.Ritter mô tả khoa học đầu tiên năm 1980.